# Katie Hobbs
Kathleen Marie Hobbs, detta Katie (Tempe, 28 dicembre 1969), è una politica statunitense, governatrice dell'Arizona dal 2023.
In precedenza è stata la 21ª segretaria di stato dell'Arizona dal 2019 al 2023. Membro del Partito Democratico, Hobbs è stata deputata nel parlamento dell'Arizona dal 2013 al 2019 e nella Camera dei Rappresentanti dell'Arizona dal 2011 al 2013.

## Biografia
Hobbs è nata a Tempe, in Arizona.  Ha una sorella gemella, Becky.  Hobbs è cresciuta in una famiglia della classe media che a volte doveva fare affidamento sui buoni pasto.  Proviene da una famiglia cattolica e da bambina ha fatto volontariato nella sua chiesa.  Ha frequentato le scuole cattoliche durante la sua infanzia e si è diplomata alla Seton Catholic High School nel 1988.
Hobbs ha frequentato la Northern Arizona University, dove si è laureata in servizio sociale nel 1992. Successivamente ha frequentato l'Arizona State University, dove ha conseguito un master in servizio sociale nel 1995. Ha pagato il college attraverso borse di studio e programmi studio-lavoro.

### Assistente sociale
Hobbs lavora come assistente sociale dal 1992. È specializzata in violenza domestica, salute mentale e senzatetto. Era la responsabile della conformità del Sojourner Center, uno dei più grandi centri di violenza domestica della nazione. È membro aggiunto della facoltà di assistenza sociale presso il Paradise Valley Community College e l'Arizona State University.
Hobbs è affiliata all'organizzazione professionale dell'Associazione nazionale degli assistenti sociali.

## Carriera politica
Prima di cercare una carica elettiva, Hobbs ha partecipato a programmi di leadership politica in diverse organizzazioni, tra cui Valley Leadership, Emerge Arizona e Center for Progressive Leadership. È stata delegata di Hillary Clinton alla Convenzione nazionale democratica del 2008. 
Ha fatto parte della Phoenix Women's Commission e della Phoenix Human Services Commission. Hobbs è stata la direttrice esecutiva di Emerge Arizona dal 2013 al 2019.

## Vita privata
Hobbs è sposata con Patrick Goodman, che ha incontrato in chiesa nel 1992 e sposato nel 1996. Goodman è un terapista infantile al Phoenix Children's Hospital.  Hanno due figli e vivono a Phoenix. 
Hobbs è cattolica. È una triatleta ed è un'appassionata ciclista sin dal liceo.